# Martinskirche (Apolda)
Die Martinskirche in Apolda ist ein evangelisches Gotteshaus, dessen früheste Bauteile aus romanischer Zeit stammen.

## Geschichte
Die Apoldaer Martinskirche wird 1119 zum ersten Mal urkundlich erwähnt. Es sind noch heute Reste romanischen Mauerwerks sowie ein romanisches Altar-Fundament vorhanden. Auch die zwei raumgliedernden Rundbogen mit ihren Kapitellen (besonders die Würfelkapitelle des vorderen Bogens) sowie die mittleren Portale auf der Nord- und Südseite deuten auf die Romanik.
Ursprünglich lag die Kirche außerhalb der Stadtmauern nahe dem Zusammenfluss von Herressener und Schötener Bach.
Zur Zeit des gotischen Stils muss die Kirche verändert worden sein. Umbauten und Erweiterungen sind jedoch erst ab 1671 dokumentiert. Eine offizielle Wiedereinweihung nach einer 1683 begonnenen Bauphase fand im Jahr 1700 statt. 1776 wurde eine „Verschönerung“ durchgeführt.
Bereits im 18. Jahrhundert gab es Bestrebungen, für die schnell wachsende Industriestadt Apolda eine größere Kirche zu errichten. Mit dem Bau der Lutherkirche 1894 verlor die Martinskirche ihre Bedeutung als Stadtkirche. Beim letzten größeren Umbau in den Jahren 1925/1926 wurde das Langhaus vom Chorraum abgetrennt. Diese Baumaßnahme wurde vom Architekten Bang-Haas aus Weimar geleitet. Seit 1926 wurde nur noch der vordere Teil des Gebäudes („Martinskapelle“) von der Kirchgemeinde durchgängig genutzt, heute auch wieder für die wöchentlichen Sonntagsgottesdienste.
1973/1974 wurde die jetzige Martinskirche renoviert und umgestaltet; Berater war Horst Jährling. Der Chorraum wurde restauriert, und im Zuge dessen verschwanden die Renaissance-Kanzel und der alte Altar. Im Jahr 1980 wurde der Schweifturm neu beschiefert. 2003 fand die letzte Sanierung des Innenraumes statt. Der Chorraum bietet heute für 100 Besucher Platz.
Die Kirche ist Teil eines Modellprojektes der EKM zur künftigen Nutzung der Bauwerke. Die ursprüngliche Idee, ein Sozialkaufhaus einzurichten, konnte aufgrund des begrenzten Platzes in der Kirche nicht verwirklicht werden. Unter dem Titel Treffpunkt MA sollen nun die Gemeinderäume im Haus und Turm stärker der Öffentlichkeit zugänglich gemacht werden. Denkbar ist beispielsweise ein Café oder eine Tafel für Bedürftige.

## Ausstattung

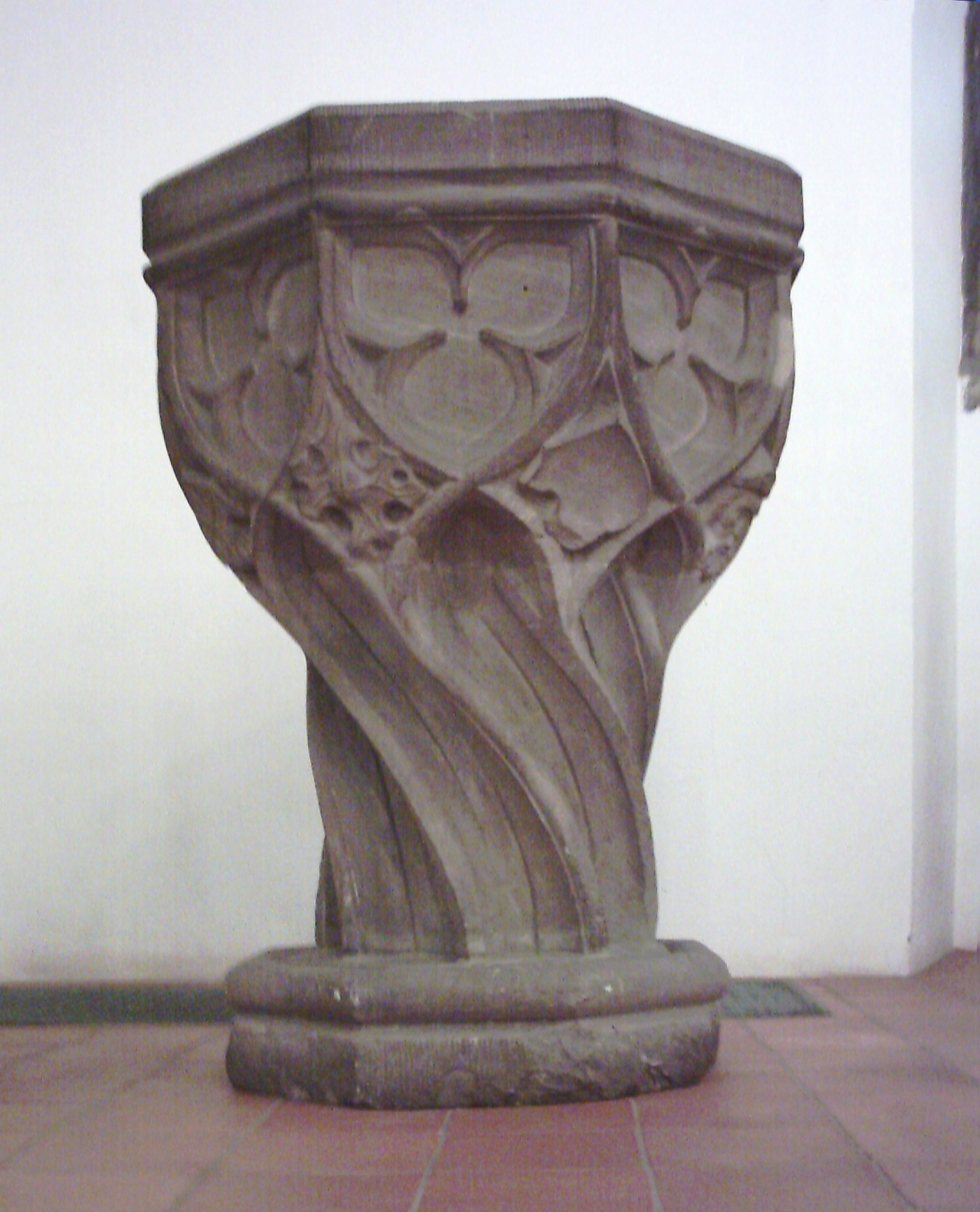
Taufbecken

Erhalten sind das gotische Taufbecken, der Kanzelkorb (1666) mit Intarsienfeldern und Figuren, das Kruzifix (erneuert 1776) und der Altar mit Intarsienfeldern, der 1926 aus Teilen des Barockaltars angefertigt wurde. Die Mosefigur, die ursprünglich als Sockel der Kanzel diente, ist heute separat aufgestellt.
Im Jahr 1926 wurde auch das große Fenster hinter dem Altar eingebaut. Es stammt aus der Glasmalereianstalt Ferdinand Müller in Quedlinburg und ist eine Stiftung des Glockengießers Schilling.
Die Schlossherren von Apolda, das Grafengeschlecht Vitzthum, nutzten die Martinskirche als Familiengrabstätte, während die Einwohnerschaft ihre Toten auf dem umliegenden Friedhof, dem heutigen Kantplatz, bestattete. Folgende Grabmale befinden sich in der Kirche:
- Catarina von Vitzthum geb. von Binau zu Dresig (* um 1496; † 1558), Frau des Christof von Vitzthum
- Christof von Vitzthum (* um 1483; † 1559)
- Catarina von Vitzthum († 1559), Tochter des Moritz von Vitzthum; einer Sage nach als Kind tödlich von einem Blitz getroffen, wie es angeblich eine Wahrsagerin prophezeit hatte. In der Stadt erinnert der Katharina-Brunnen an sie.
- ein Frauengrabmal von 1588/1589, nur durch die Namen Binaw, Vitzthumb, Marschalk und Lichdenhayn gekennzeichnet
- Friderich von Vitzthum (* um 1521; † 1591), Sohn des Christof von Vitzthum

Die ersten vier genannten Grabmale sind mit plastischen Darstellungen der Verstorbenen versehen.
Bei der Erneuerung des Fußbodens 2003 wurde ein romanisches Altarfundament entdeckt, das seitdem durch Glasscheiben hindurch zu besichtigen ist.

## Glocken
Seit wann in der Martinskirche Glocken hängen und läuten, ist nicht genau bekannt. 1605 ist eine Bronzeglocke von Melchior Moering[k] (Erfurt) vermerkt und 1703 waren wohl drei Glocken vorhanden. 1709 ist eine Bronzeglocke von Nicolas Jonas Sorber (Erfurt) verzeichnet.
1730 gibt es den Nachweis, dass sich in der Kirche zwei Glocken befanden. Sie wurden vom Apoldaer Glockengießer Johann Christoph Rose gegossen, jedoch ist über die Größe, die Tonhöhe, das Gewicht und die Verzierung nichts bekannt. 1748 goss Johann Christoph Rose (Apolda) die größte Glocke um, mit 13 Zentnern und 89 Pfund sowie dem Nominal gis1.
Im Jahr 1854 wurden die Glocken ein weiteres Mal umgegossen. Damit war die Glockengießerei Carl Friedrich Ulrich beauftragt.
Die kleine Glocke hieß „Schulglocke“ und gab beim Uhrschlag die Viertelstunden an. Sie wurde wahrscheinlich als Signalglocke für die gegenüberliegende Sophienschule, die heutigen Pestalozzischule, genutzt. Als Schlagton wurde cis2 angegeben. Ihre Masse betrug 180 kg und der Durchmesser des unteren Randes 70 cm. Die Inschriften lauteten:
- auf den Flanken: Ich rufe die Lebenden und betraure die Todten. / Auch tönendes Erz, durch Liebe geweiht, ist uns zum Dienste des Höchsten bereit.
- auf der Schulter: Gott segne und beschützte Apolda.
- am Wolm: Gegossen von C.F. Ulrich hier 1854.

Die große Glocke wurde „Taufglocke“ genannt und wurde zugleich als Uhrglocke für den Stundenschlag benutzt. Ihr Schlagton war gis1. Sie wog 475 kg und hatte einen unteren Durchmesser von 96 cm. Sie trug die Inschrift:
- auf der Flanken: Holder Friede, süße Eintracht, weile freundlich über dieser Stadt. /  Lasset die Kindlein zu mir kommen und wehret ihnen nicht, denn solcher ist das Reich Gottes.
- am Wolm: Gegossen von Carl Friedrich Ulrich 1854.

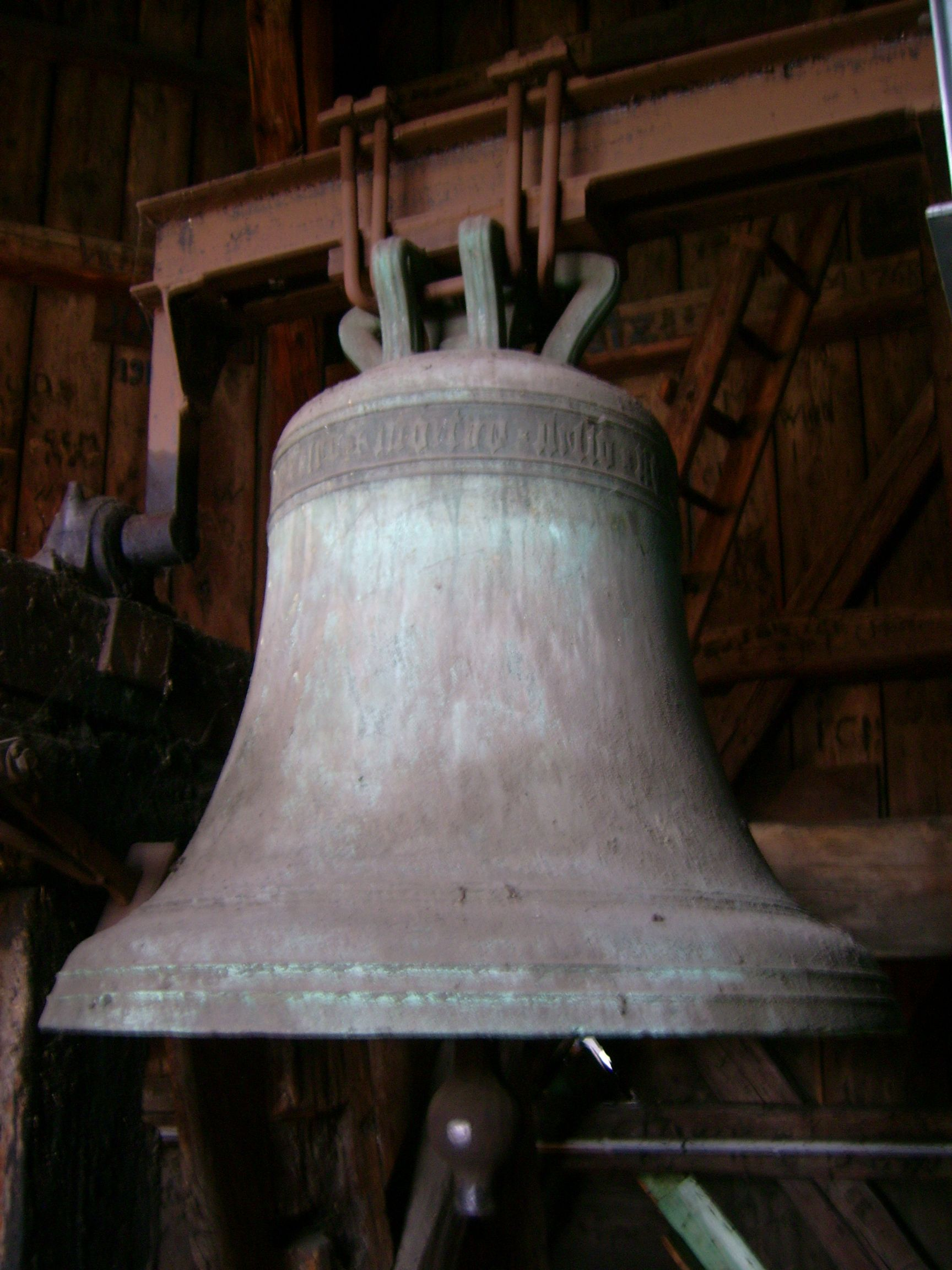
Ziegeler-Glocke

Die Glocke wurde während des Ersten Weltkriegs im Juni 1917 eingeschmolzen und vier Jahre später durch eine ähnliche von Franz Schilling Söhne (Apolda) als Nr. 7630 ersetzt, welche die Inschrift trug: In Kriegesnot geopfert fürs Vaterland / Aus Feuersglut ich neu erstand / In Gottes Namen mag mein Läuten / zu besseren Zeiten hingeleiten! / 1917–1921 / Franz Schilling und Söhne in Apolda / gossen mich im Jahre des Herrn 1921. Die Glocke war ein Geschenk der Gießerei Schilling.
Im Zweiten Weltkrieg, am 3. Februar 1942 wurde die große und am 4. Februar 1942 die kleine Glocke vom Turm entfernt und eingeschmolzen.
Als einer der ersten Nachkriegsgüsse schuf Glockengießermeister Franz Schilling aus Apolda 1946 einen Ersatz für die kleinere Glocke. Diese Glocke hängt noch im Turm der Martinskirche. Als Schlagton wurde cis2 ermittelt. Ihr unterer Randdurchmesser beträgt 71,3 cm. Auf dem oberen Rand steht in Großbuchstaben: SOLI DEO GLORIA (Allein Gott die Ehre) sowie AD 1946. Die Krone ist vierstrahlig.
Die älteste Glocke auf den Apoldaer Kirchtürmen ist die jetzige große Glocke der Martinskirche. Sie wurde 1503 gegossen und hing zunächst im Kirchturm in Zottelstedt. Im Jahr 1955 wurde sie an die Kirchgemeinde Apolda verkauft. Sie hat einen unteren Randdurchmesser von 94,5 cm, wiegt 544 kg und ist auf den Schlagton gis1 gestimmt. Die Glocke trägt am oberen Rand die Inschrift: Anno + dni + m + ccccc + iii + consolor + viva + fleo + mortva + pello nociva („Im Jahr des Herrn 1503. Ich tröste die Lebenden, beweine die Toten, vertreibe das Schädliche.“). Ihre Krone ist sechsstrahlig. Sie wird Heinrich C(Z)ieg(e)ler (Erfurt) zugeschrieben. Die Glocke läutete in Apolda erstmals zu Weihnachten 1956.

## Orgel

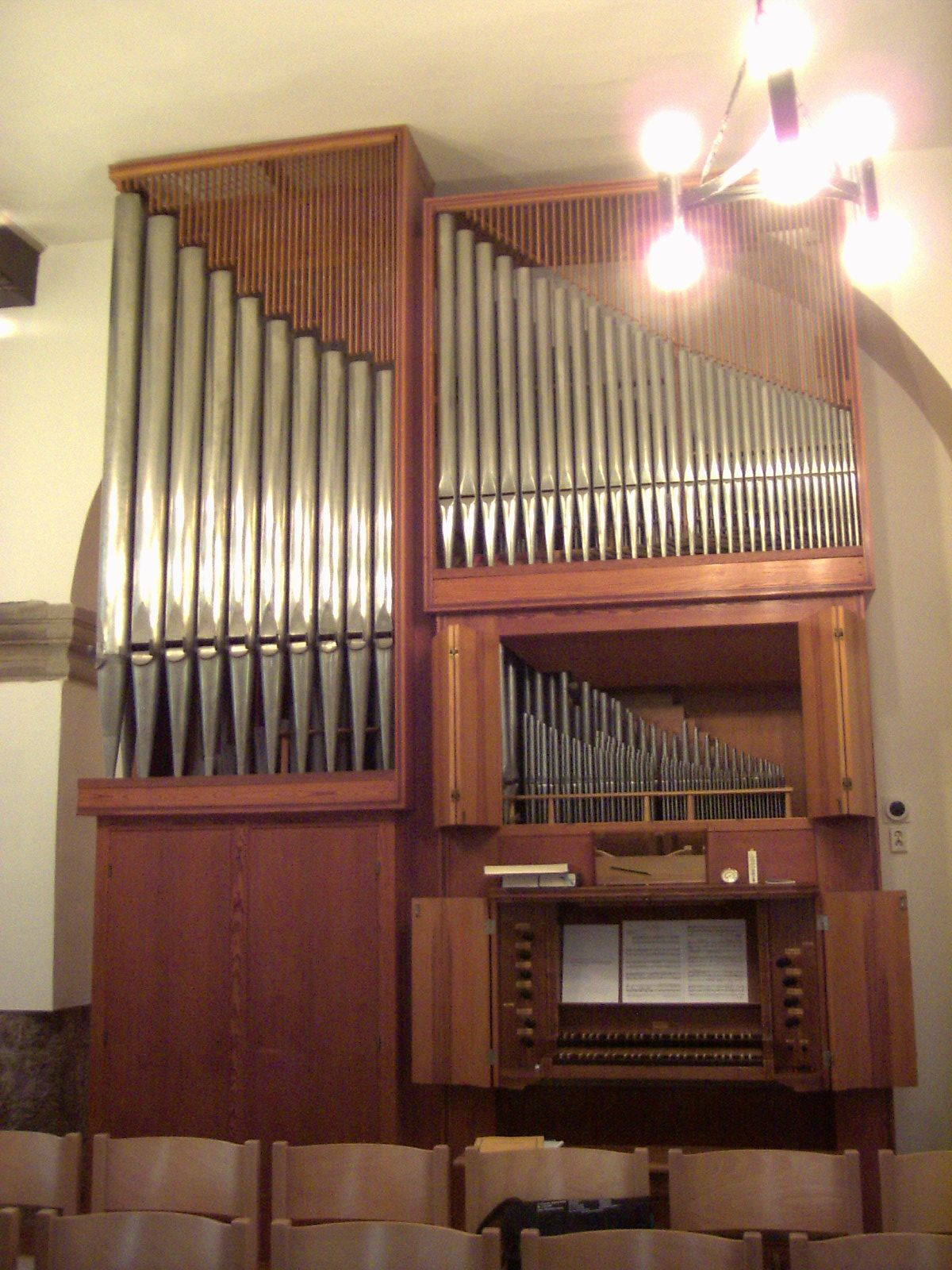
Ott-Orgel

Seit 1593 besaß die Martinskirche eine Orgel aus Rastenberg. Sie wurde 1666/1667 von Ludwig Compenius und Christian Koch (Naumburg) repariert. Die noch vorhandenen Reste der alten Orgel (ursprünglich 25 Register auf zwei Manualen) weisen eher auf das 17. Jahrhundert hin. Es könnte ein Werk des Apoldaer Orgelbauers Peter Herold gewesen sein, der 1700 starb.
Die Orgel wurde mehrfach u. a. von Heinrich Nicolaus und Christian Wilhelm Trebs, Johann Christian Dinger, Johann Gottlieb Müller, Karl August Witzmann und Gerhard Kirchner umgebaut und schließlich nach 1954 durch Vandalismus weitgehend zerstört.
Ein zweites, pneumatisches Instrument wurde 1935 vom Orgelbauer Gerhard Kirchner aus Weimar in die neu eingerichtete Martinskapelle eingebaut. Nach Reparaturen musste es 2003 von Rösel & Hercher (Saalfeld) abgetragen werden.

Man entschied sich zum Ankauf einer Orgel des Orgelbauers Paul Ott in Göttingen, die im Jahr 1960 für die evangelische Schule in Dassel gebaut worden war. Den Einbau übernahm Rösel & Hercher (Saalfeld). Seither erklang dieses mechanische Instrument zu Gottesdiensten und Konzerten.
| I Hauptwerk C–f3 |               |    |
| 1.               | Rohrflöte     | 8′ |
| 2.               | Prinzipal     | 4′ |
| 3.               | Gemshorn      | 2′ |
| 4.               | Mixtur II-III |    |

| II Brustwerk C–f3 |             |        |
| 5.                | Holzgedackt | 8′     |
| 6.                | Blockflöte  | 4′     |
| 7.                | Tertian II  | 1 3⁄5′ |
| 8.                | Oktave      | 1′     |

| Pedal C–f1 |          |     |
| 9.         | Pommer   | 16′ |
| 10.        | Trompete | 8′  |

- Koppeln: II/I, I/P, II/P

Im Februar 2024 wurde die Orgel aus dem Schiff der Martinskirche aufgrund der Umgestaltung des Gebäudes dauerhaft ins Orgelzentrum Valley verbracht.